# 芝加哥市政厅
41°53′02″N 87°37′54″W / 41.88386°N 87.631631°W
芝加哥市政厅是美国芝加哥市政府、市议会以及库克县办公室所在地，四面被伦道夫街、拉萨勒街、华盛顿街和克拉克街包围，高11层，古典复兴风格。1911年投入使用。
芝加哥市政厅的入口处设有四块花岗岩浮雕，分别代表市政府关注的四个主要问题：运动场、学校、公园和供水。

2001年，建立了屋顶花园，夏天向公众开放。

## 外部連結
- Chicago Landmarks: City Hall-County Building
- Cook County
- ASLA Merit Award 2002: Chicago City Hall Green Roof  （页面存档备份，存于）